# Conraua
Conraua là một chi động vật lưỡng cư trong họ Petropedetidae, thuộc bộ Anura. Chi này có 6 loài và 67% bị đe dọa hoặc tuyệt chủng.

## Các loài
Chi này có các loài:
- Conraua alleni (Barbour & Loveridge, 1927)
- Conraua beccarii (Boulenger, 1911)
- Conraua crassipes (Buchholz & W. Peters in W. Peters, 1875)
- Conraua derooi Hulselmans, 1972
- Conraua goliath (Boulenger, 1906) – ếch Goliath
- Conraua robusta Nieden, 1908

## Hình ảnh

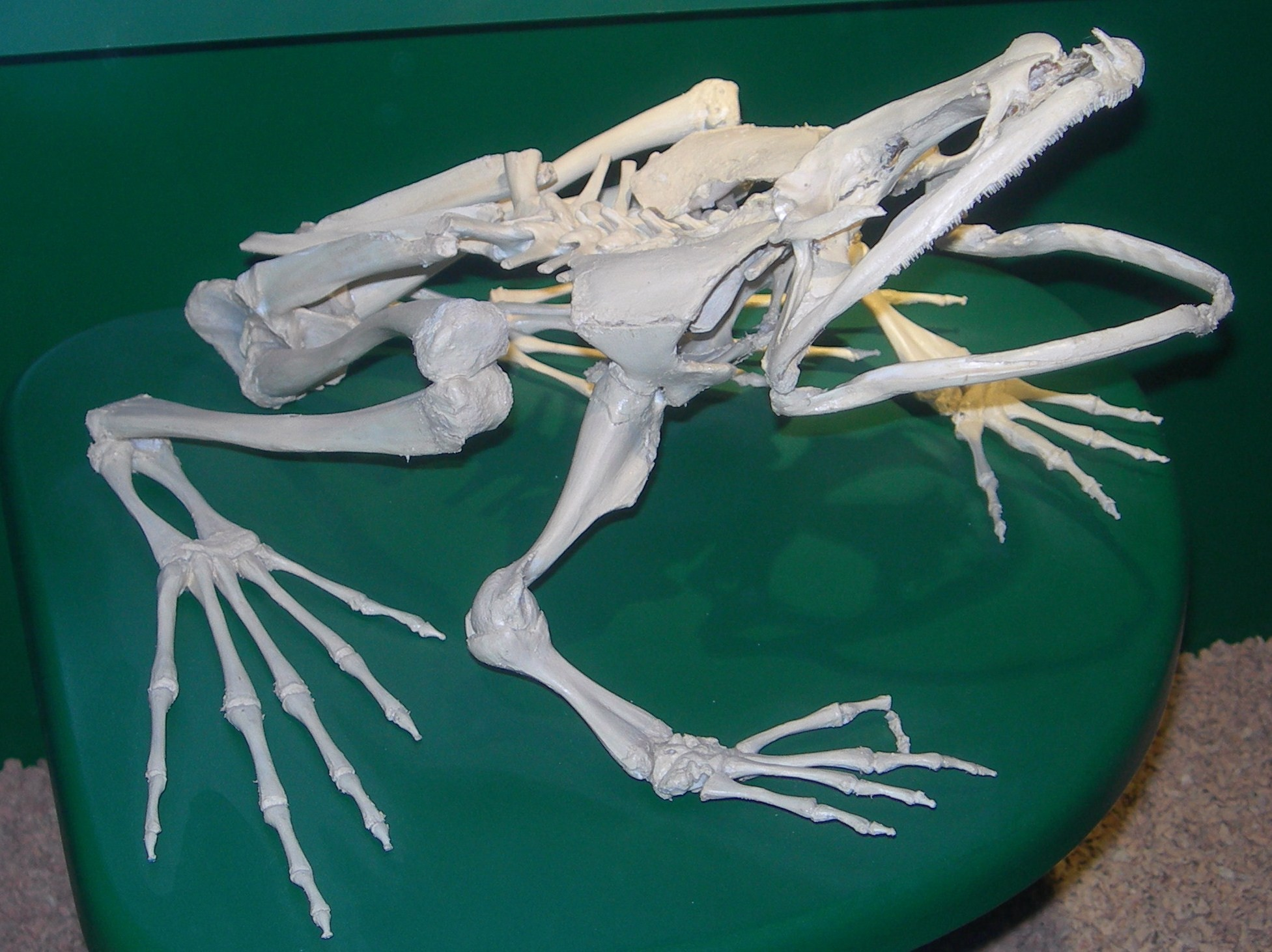
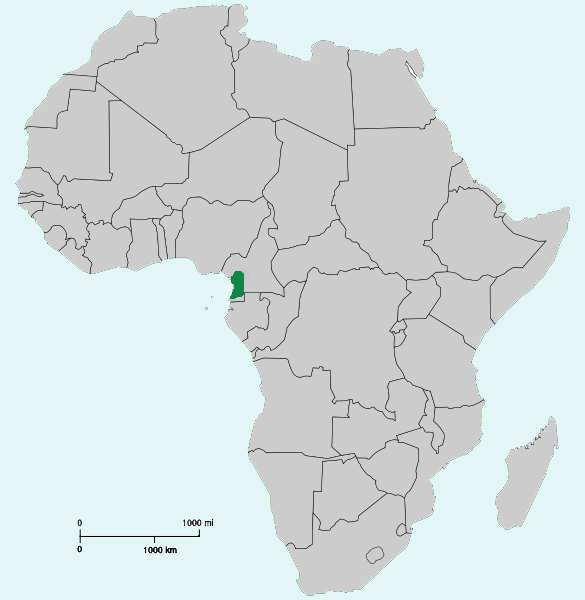